# Икономист (списание)
„Икономист“ (на английски: The Economist, Ико̀номист) е влиятелно седмично англоезично списание на икономическа тематика. Първият брой излиза през септември 1843 г. и е издаден от Джеймс Уилсън – шотландски бизнесмен и политик.
Издава се в Лондон от Икономист Нюспейпър, която е 50% собственост на „Файненшъл Таймс“, а останалата половина се държи от частни инвеститори, сред които много от работещите в изданието. За 2006 г. списанието преминава тираж от 1 млн. броя, над половината от които са продадени в Северна Америка. Заради своята глобална тематика и ориентация се смята повече за международно, а не английско издание.
Сред основните теми, разработвани в списанието, са: политика и международни отношения, икономически и финансови новини, наука и култура. Във всеки брой обикновено се посвещават 25 страници на политиката, обособени в раздели за Великобритания, Европа, Близкия изток и Африка, Азия, САЩ и Америка. Други 4 страници са заети от детайлни финансови и икономически новини и показатели от цял свят, които се ползват с голям авторитет в деловите среди.
Статиите в списанието не се подписват. Редакционната колегия носи колективна отговорност за материалите в изданието.